# Odznaka „Wzorowego Sprzedawcy”
Odznaka „Wzorowego Sprzedawcy” – polskie odznaczenie resortowe w formie odznaki ustanowione przez Prezydium Rządu PRL 18 września 1954. Przyznawana była sprzedawcom, bufetowym i kelnerom. Przyznawana w trzech stopniach: złotym, srebrnym i brązowym.
Odznaka miała kształt okrągłej plakietki (30 mm średnicy) przedstawiającej skrzydlatą czapkę boga Hermesa i dwa wijące się węże, na tle fabryki i wiązki zboża. Na odwrocie umieszczono agrafkę albo śrubę służącą do mocowania na ubiorze.
Odznakę zniosła uchwała Rady Ministrów III RP z dnia 10 kwietnia 1996.